# Pere Casals i Xicota
Pere Casals i Xicota (Badalona, ca. 1788 - 17 d'octubre de 1872) va ser un terratinent i polític català, alcalde de Badalona entre 1841 i 1842.
Va néixer a Badalona vers 1788, fill de Pere Casals i Abat i de Maria Anna Xicota i Morató. La casa pairal dels Casals era al carrer de Mar, a tocar de l'actual plaça de la Vila. Les seves propietats s'estenien pel veïnat de Sistrells i al Puigfred, a més d'alguns vora el torrent de la Font i l'actual carrer de Sant Bru, i les terres aglevades a la casa, coneguda com l'Hort d'en Casals, on tant ell com el seu pare abans van fer diversos establiments emfitèutics que obligaven els signants a construir una casa.
Políticament era liberal i progressista. Va ser regidor de l'Ajuntament de Badalona entre 1837 i 1839. Més endavant, va ser alcalde entre l'1 de gener de 1841 i el 16 de gener de 1842. Durant el seu mandat va donar suport al regent Baldomero Espartero.
Es va casar amb Maria Anna Vidal i Prats, amb qui va tenir diversos fills; l'hereu va ser Jeroni Casals. Al final de la seva vida patia una malaltia que el va obligar a romandre al llit. Pere va morir el 17 d'octubre de 1872 als 84 anys i va ser enterrat al cementiri vell. En el seu testament va fer hereu al seu primogènit, Jeroni, però va una part al seu segon fill, Jaume, que va quedar sota tutela del primer a causa d'alguna discapacitat intel·lectual.